# Ваджазлінг

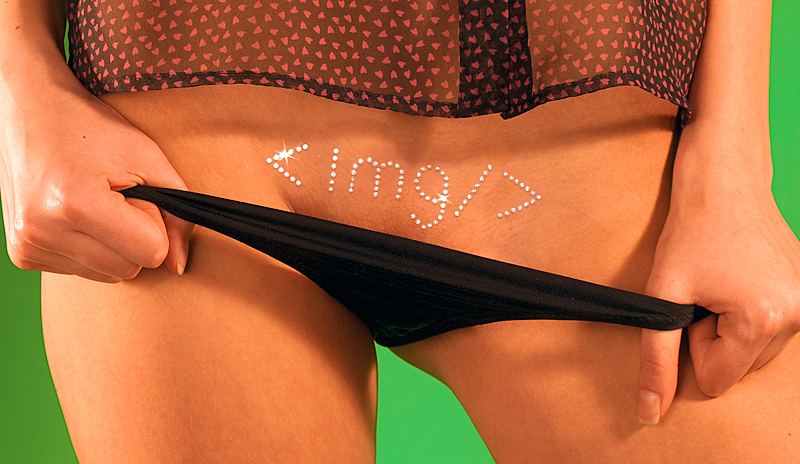
Варіант ваджазлінгу у вигляді HTML-тегу

Ваджазлінг (англ. vajazzling; контам. vagina і to bedazzle — «сліпучо виблискувати») — прикраса жіночого лобка блискітками, стразами або дорогоцінним камінням шляхом наклеювання на косметичний клей. Часом зустрічається флуорисцентний ваджазлінг.
Термін «vajazzling» вигадала американська акторка та співачка Дженніфер Лав Г'юїтт. Також може зустрічатись як «vagazzling».

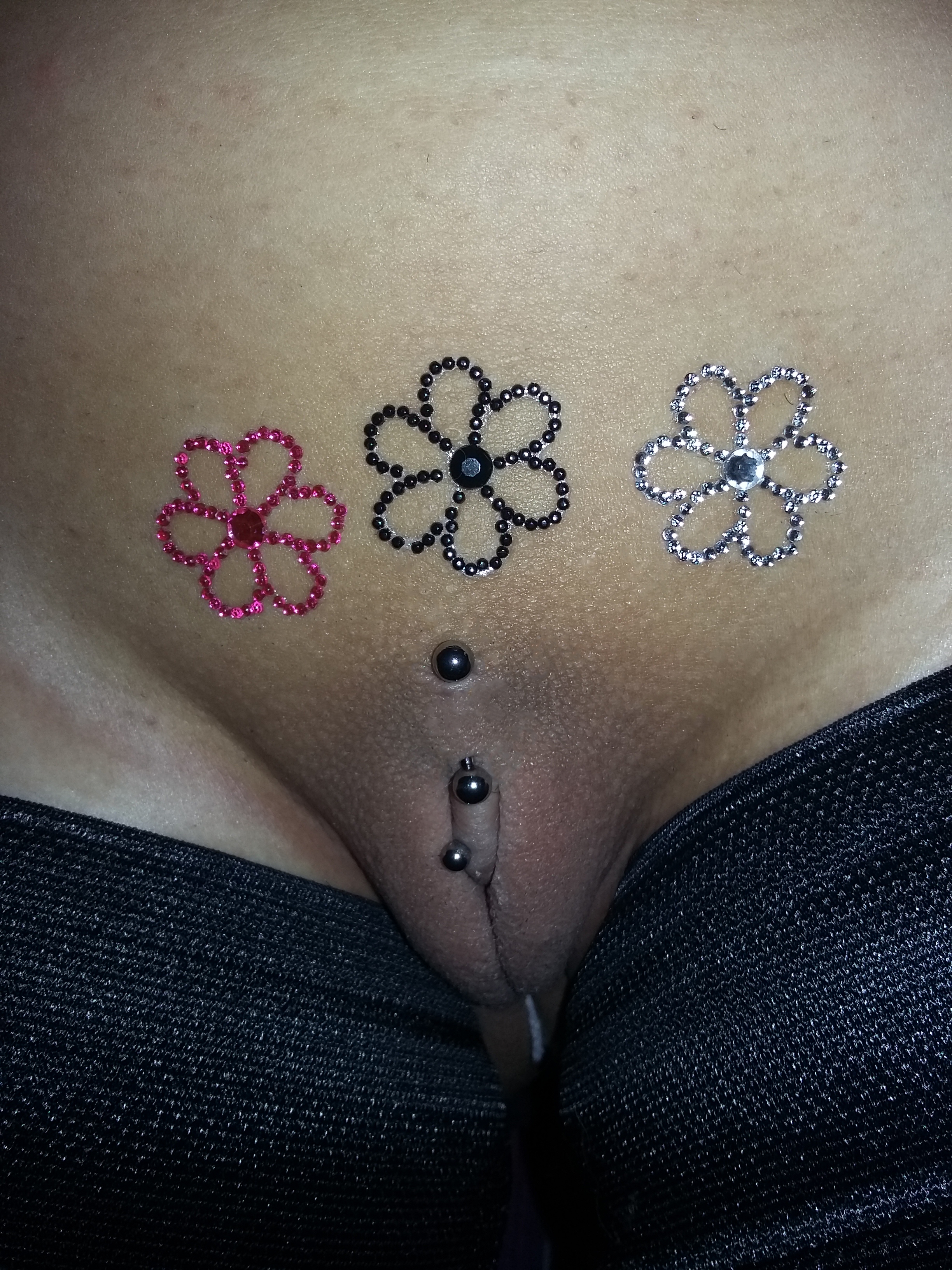

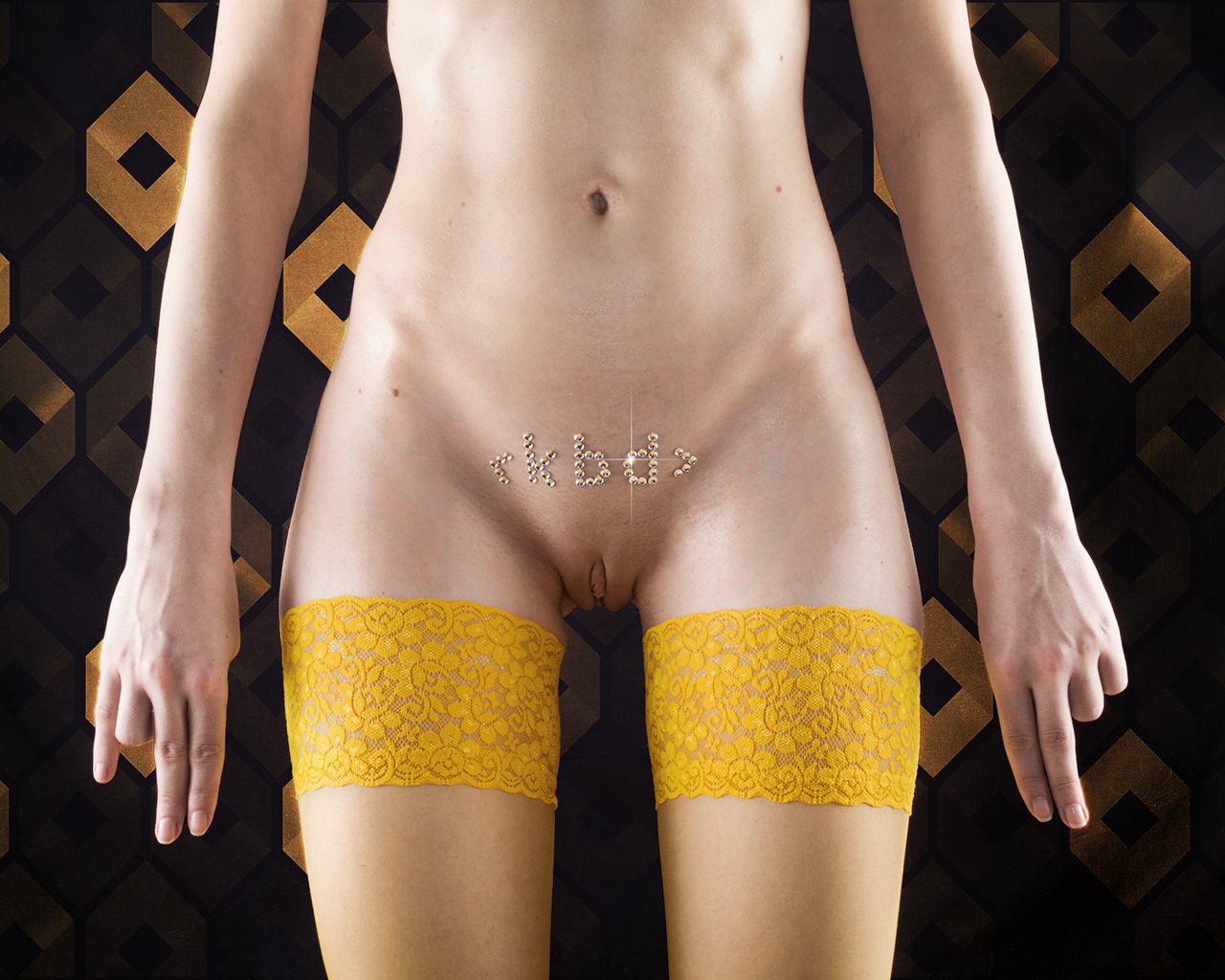

## Техніка
Проводиться як у салоні краси, так і вдома. Прикраси наносяться на шкіру після повного видалення волосся методом епіляції воском або іншим способом.
- Видаляється волосся з зони бікіні (депіляція, епіляція воском або шугаринг).
- Обирається малюнок. Стрази для ваджазлінгу досить поширені.
- Після депіляції ділянку шкіри необхідно обробити спиртом.
- Кожен камінчик приклеюється окремо, використовуючи пінцет, або вся композиція одночасно. 10-20 секунд патерн тримають, злегка притиснувши. Далі обережно відривають плівку (якщо така є).
- При необхідності додатково корегують композицію.
- Щоб видалити малюнок, його можна обережно змити або зтерти, використовуючи розчинник.